# Elaea
Elea (in greco antico: Ἐλαία e Ἐλέα?) è stata un'antica città dell'Eolide, in Asia, il porto di Pergamo. Secondo l'Atlante Barrington del mondo greco e romano, si trovava vicino alla moderna città di Zeytindağ, nella provincia di İzmir, in Turchia. Le rovine della diga foranea del porto interrato sono visibili sulle mappe satellitari a 38°56'35.54"N 27°2'16.34"E.

## Storia
Secondo il testo dell'epoca di Stefano di Bisanzio, era anche chiamata Cidaenis (in greco antico: Κιδαινίς?), e fu fondata da Menesteo; ma sembra probabile che ci sia qualche errore nella lettura Cidaenis. Strabone pone Elea a sud del fiume Caico, 12 stadi dal fiume e 120 stadi da Pergamo. Il Caico entra in una baia, che fu chiamata Elaiticus Sinus, o baia di Elea. Strabone chiama la baia di Elea parte della baia di Adramyttium, ma in modo errato. Egli conosceva la storia, che Stefano gli aveva dato, secondo la quale Elea era un insediamento fatto da Menesteo e dagli ateniesi, che si allearono nella guerra contro Troia; ma Strabone non spiega come potesse essere una città eoliana, se questa storia fosse stata vera. Elea coniò monete, che portano la testa e il nome di Menesteo. Alcuni sostengono che queste siano alcune prove della sua origine ateniese, ma altri, incluso William Smith, smentiscono la connessione. Erodoto non nomina Elea tra le città eolie. Strabone fa terminare la baia di Elea da un lato in una punta detta Idra, e dall'altro in un promontorio Harmatus; e stima la larghezza tra questi punti a 80 stadi. Tucidide (viii. 101) pone Harmatus di fronte a Metimna, da cui, e dal resto della narrazione, è chiaro che fissa Harmatus in un luogo diverso da Strabone. Il sito esatto di Elea sembra essere incerto. William Martin Leake, nella sua mappa, lo fissa in un luogo segnato Kliseli, sulla strada da sud a Pergamo. Scilace (pag. 35), Pomponio Mela (i. 18), Plinio (v. 32) e Tolomeo (v. 2), i quali menzionano tutti Elea, non ci aiutano nell'individuare il luogo preciso; tutto ciò che apprendiamo da loro è che il Caico scorreva tra Pitane ed Elea.
Il nome di Elaea ricorre nella storia dei re di Pergamo. Secondo Strabone, da Livio (xxxv. 13), i viaggiatori che dal mare sarebbero giunti a Pergamo, sarebbero sbarcati ad Elea. Uno dei passi di Livio mostra che c'era una piccola collina (tumulo) vicino a Elea, e che la città era in pianura e murata. Elea fu danneggiata da un terremoto durante il regno di Traiano, nello stesso periodo in cui venne colpita Pitane.
È anche menzionato nell'iscrizione di Delfi.
Era un membro della Lega delio-attica.
Pausania scrive che ad Elea c'era la tomba di Tersandro, figlio di Polinice, ucciso da Telefo durante la guerra di Troia.
Ad Olimpia c'era una statua di un giovane Zeus imberbe che gli fu dedicata dai cittadini di Elea. 
Alcidamante (Ἀλκιδάμας) era un filosofo di Elea.
Diodoro (Διόδωρος) di Elea era un poeta.